# Азербайджан на літніх Паралімпійських іграх 1996
Азербайджан на дебютних для себе літніх Паралімпійських іграх 1996 був представлений в 2-х видах спорту (легкої атлетики та пауерліфтингу). До складу збірної Азербайджану увійшло 2 людини - пауерлифтер Гюндюз Ісмаїлов і марафонець Олександр Антофій, що фінішував 4-м.